# Syrian Air
Syrian Air (en árabe: السورية), anteriormente conocida como Syrian Arab Airlines, es la aerolínea nacional de Siria, con base principal en Damasco y una base secundaria en Alepo. Opera vuelos regulares internacionales a más de 40 destinos en Asia, Oriente Próximo, Europa y el Norte de África, así como algunos vuelos nacionales. Es una aerolínea miembro de la Organización Árabe de Transportistas Aéreos.

## Historia

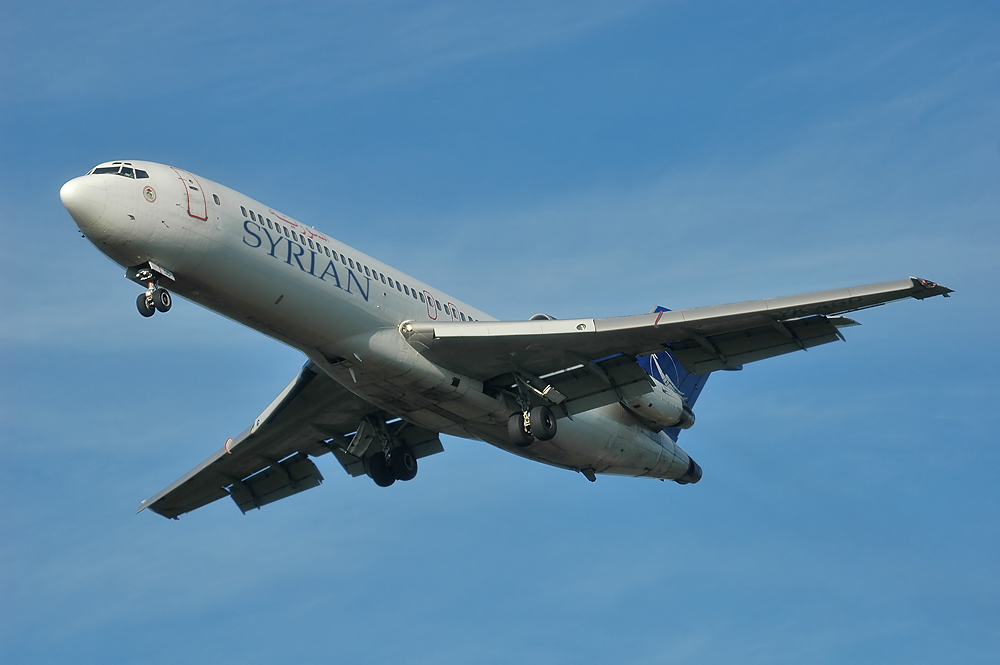
Boeing 727-294Adv de Syrian Air.

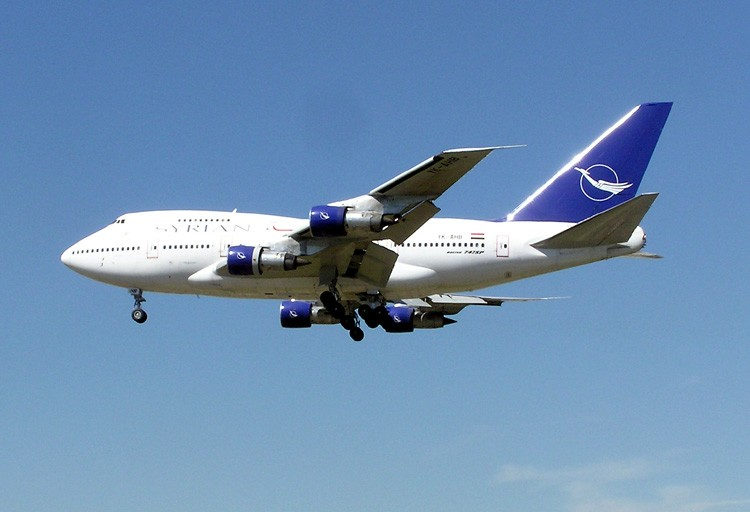
Boeing 747SP de Syrian Air aterrizando en el Aeropuerto de Londres-Heathrow.

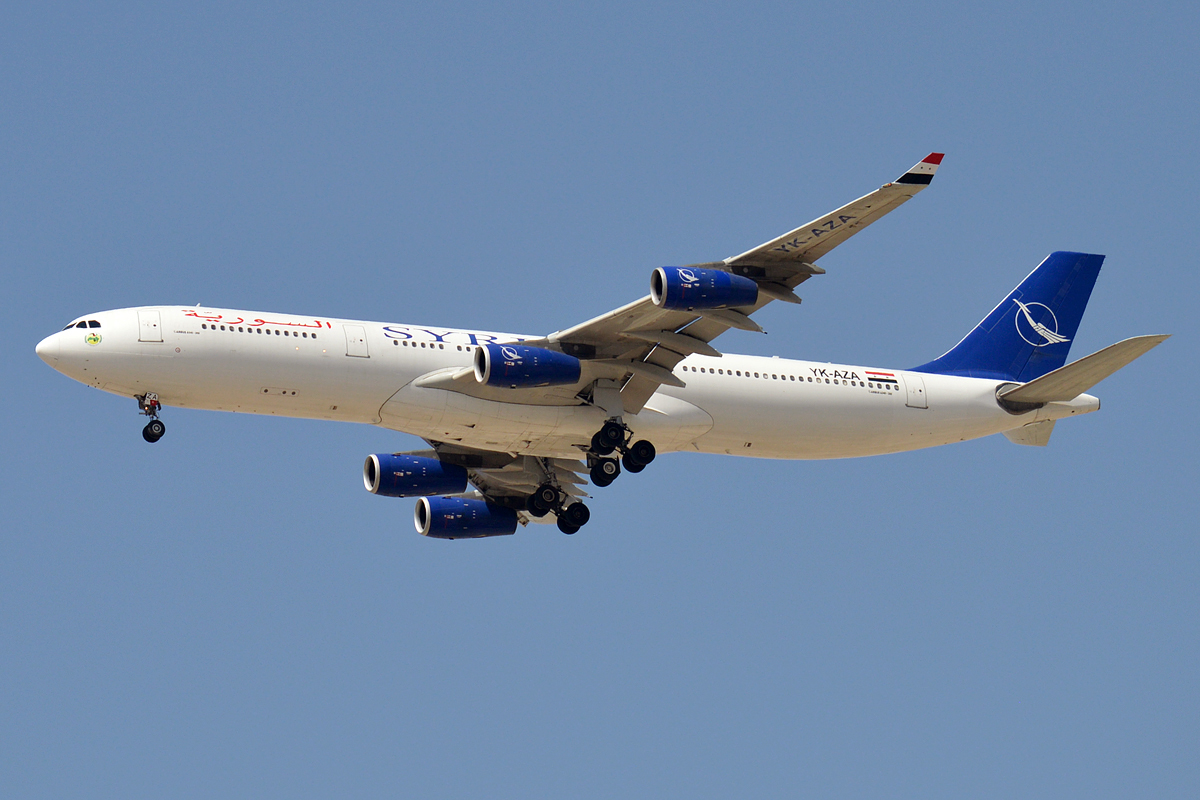
Airbus A340-313X de Syrian Air

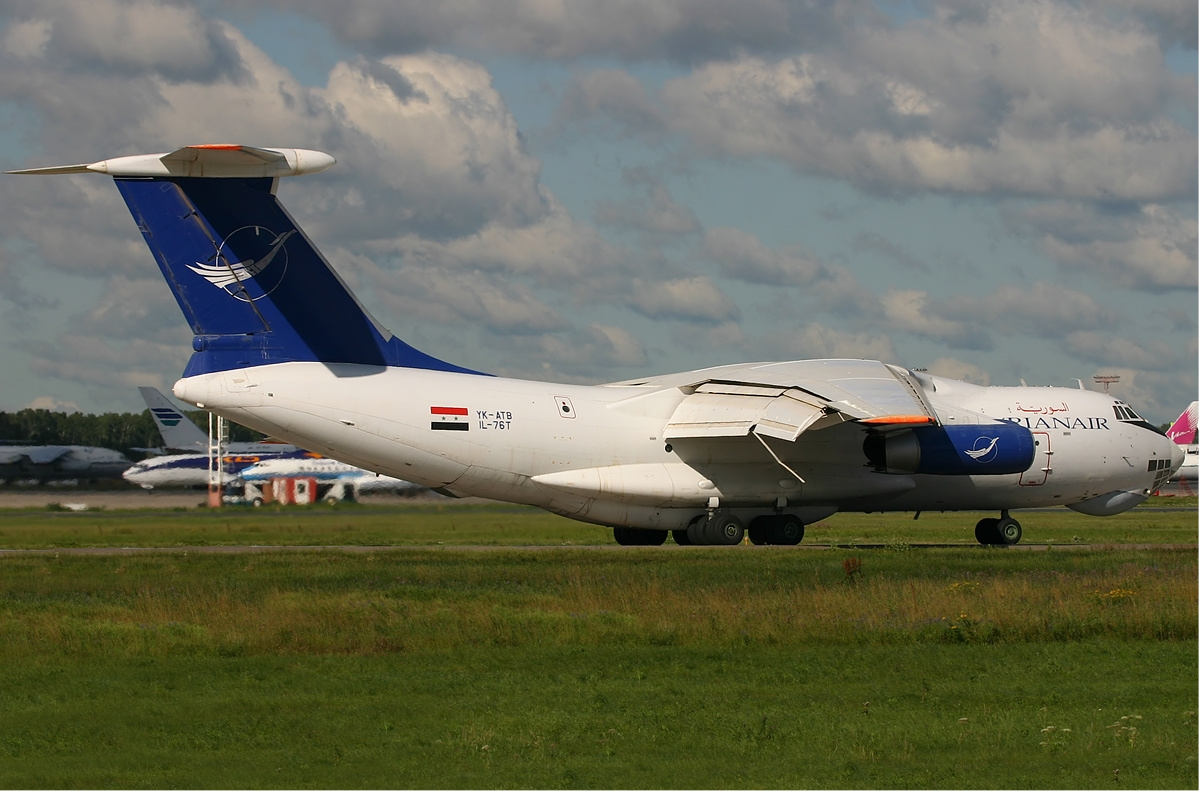
Ilyushin Il-76T

### Primeros años:Syrian Airways(1946-1958)
Syrian Airways se estableció en 1946, con dos aviones de hélice y comenzó a volar a destinos nacionales como Damasco, Alepo, Deir ez-Zor, Palmira y Qamishli. La aerolínea comenzó sus operaciones en junio de 1947 utilizando dos Beechcraft Modelo 18 y tres Douglas DC-3. Los DC-3 se adquirieron a Pan Am, que proporcionó asistencia técnica a Syrian Airways durante los primeros años de operación. 
Syrian Airways también operaba una red de destinos internacionales, con vuelos a Beirut, Bagdad, Jerusalén, Amán; seguido de El Cairo, Kuwait, Doha y Yeda, además de vuelos durante el hach.
Las dificultades financieras y la guerra árabe-israelí de 1948 llevaron a la retirada de Pan Am y causaron la suspensión del servicio hasta mediados de 1951. La operación se reanudó después de recibir apoyo del gobierno en 1952. Ese mismo año la aerolínea recibió tres Douglas DC-3 y cuatro Douglas DC-4 en 1954, y en 1957 recibió cuatro Douglas DC-6 a nombre de United Arab Airlines.
El 21 de diciembre de 1952, uno de los aviones DC-3 de la aerolínea se estrelló cerca de Damasco, matando a 9 de los 15 pasajeros que iban a bordo. El permiso de operación de la aerolínea fue cancelado después del accidente. A la aerolínea se le permitió volar de nuevo en 1954. Los Beechcraft Modelo 18 habían sido devueltos a la Fuerza Aérea Siria en 1949, mientras que se adquirieron cuatro DC-3 adicionales entre 1952 y 1956.
Uno de los DC-3 más antiguos (YK-AAE) se estrelló durante su ascenso desde el aeropuerto Nayrab de Alepo el 24 de febrero de 1956, durante una fuerte tormenta. Las 19 personas a bordo murieron en el peor accidente de la aerolínea hasta la fecha.
En consecuencia, a mediados de los años cincuenta se añadieron a la flota aviones más nuevos y más potentes: dos Douglas DC-4, seguido por otro Douglas DC-4 adquirido a Swissair, en diciembre de 1958, que complementaron una flota activa de cuatro Douglas DC-3. La red se amplió a Dhahran, en el Golfo Pérsico, mientras que las frecuencias se reforzaron en otros lugares.

### Fusión conMisrair:United Arab Airlines(1958-1961)
En febrero de 1958, Siria y Egipto decidieron unirse bajo el liderazgo del presidente Gamal Abdel Nasser, y los dos países se convirtieron en provincias de la República Árabe Unida. La fusión entre Syrian Airways y Misrair, las aerolíneas estatales de Siria y Egipto, fue una consecuencia de esta unión política. Las aerolíneas se fusionaron el 25 de diciembre de 1958 para formar United Arab Airlines. En el momento de la fusión, Syrian Airways todavía era solo una pequeña aerolínea regional, mientras que su contraparte egipcia, Misrair, era la aerolínea más grande y antigua del mundo árabe, operando una extensa red desde El Cairo, la metrópolis de la región.
Durante el interludio de la UAA, solo se operaron rutas regionales y nacionales en Siria, los vuelos más lejanos conectaban en el centro de El Cairo. Dos aviones heredados de Syrian Airways fueron dados de baja entre 1959 y 1961: el Douglas DC-4 (YK-AAR), que se estrelló en el río Congo cuando transportaba carga de Acra a Leopoldville el 1 de septiembre de 1960, y un DC-3 (SU-ALP) que se estrelló en su aproximación final a Qamishli en un vuelo nacional desde Alepo el 6 de mayo de 1961. Afortunadamente, no hubo víctimas mortales en ninguno de los accidentes.
La unión entre Egipto y Siria terminó el 26 de septiembre de 1961, en medio de tensiones entre los líderes de las dos provincias de la República Árabe Unida. La República Árabe Siria fue declarada en Siria, mientras que Egipto optó por seguir llevando el título de República Árabe Unida hasta 1971. Paralelamente a ese divorcio, Siria se retiró de la United Arab Airlines. Todos los aviones de pasajeros que anteriormente eran propiedad de Syrian Airways, dos Douglas DC-6 (YK-AEC YK-AEB) y un carguero Douglas DC-6 (YK-AEA), fueron entregados por United Arab Airlines a las autoridades sirias.

### Renacimiento de una aerolínea de bandera nacional:Syrian Arab Airlines(1961–1969)
Syrian Arab Airlines fue fundada en octubre de 1961 para hacerse cargo de las operaciones de United Arab Airlines en Siria y convertirse en la nueva aerolínea nacional. La flota inicialmente consistía en tres Douglas DC-3, dos Douglas DC-4, dos Douglas DC-6 y un carguero Douglas DC-6 (posteriormente vendido a LAC Colombia). Los vuelos nacionales y regionales se reanudaron rápidamente y la flota originalmente estaba pintada con una librea verde que recordaba a la de los colores de Syrian Airways.
En noviembre de 1962, se compró un tercer DC-6 (YK-AED) a SAS. En 1963 se iniciaron los vuelos a destinos europeos (Roma-Fiumicino y Múnich), seguidos de vuelos a Londres-Heathrow y París-Le Bourget, Karachi y Delhi en 1964. En ese momento se introdujo una nueva librea, con rayas azules oscuras y rojas alternadas. Syrian Arab Airlines se convirtió en miembro fundador de la Organización Árabe de Transportistas Aéreos.

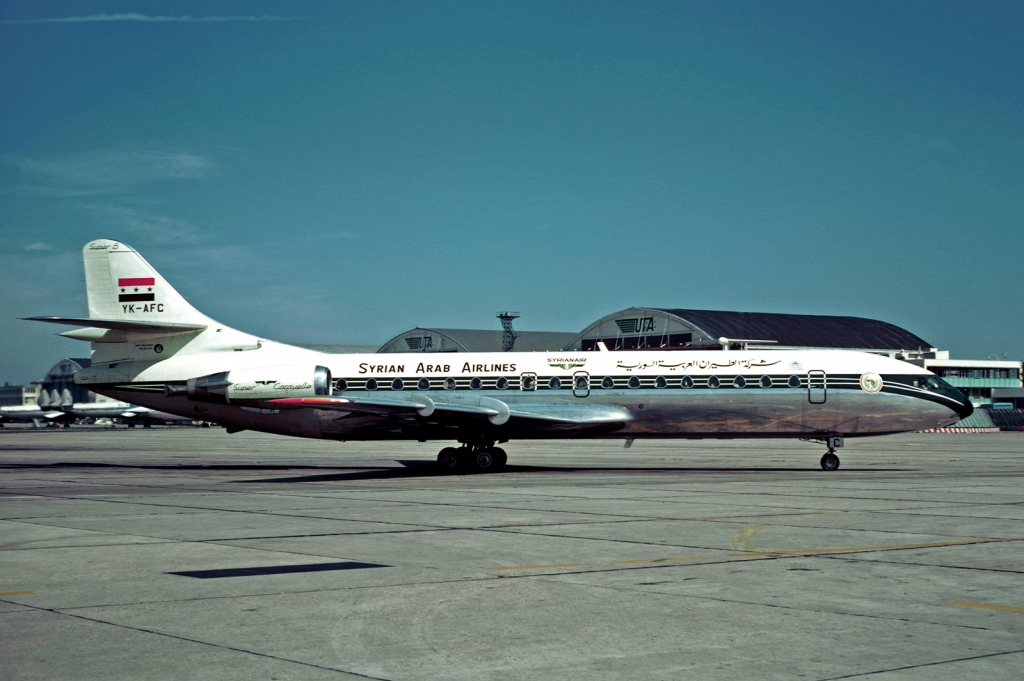
Sud Aviation Caravelle

En 1965, la compañía adquirió dos Sud Aviation Caravelle. Estos aviones permitieron a la aerolínea expandir y reforzar su red con la incorporación de vuelos a Luxemburgo, Praga, Atenas, Estambul, Teherán y Baréin. Para la ocasión, se introdujo una decoración ligeramente modificada, eliminando las rayas paralelas de la aleta y las rayas rojas de la línea de guía. En 1966, se firmó una asociación conjunta con Middle East Airlines y se lanzó una rotación dos veces al día entre Beirut y Damasco. 
En 1966, Syrian Arab Airlines utilizó los Caravelle en vuelos a Europa (Londres, París, Múnich, Roma, Atenas y Nicosia), así como en rutas de alta densidad de Oriente Medio (Bagdad, Teherán, Yeda, Kuwait, Doha, Sharjah) y en vuelos al sur de Asia (Karachi y Delhi).
Las rutas fueron las siguientes: 
| Países                 | Destinos    | Aeropuertos                                    | Desde                             | Aeronaves                                 | Frecuencias | Notas                                                                       |
| ---------------------- | ----------- | ---------------------------------------------- | --------------------------------- | ----------------------------------------- | ----------- | --------------------------------------------------------------------------- |
| Alemania               | Múnich      | Aeropuerto Internacional de Múnich             | DAM (vía Atenas)                  | Sud Aviation Caravelle                    | 1 semanal   |                                                                             |
| Alemania               | Múnich      | Aeropuerto Internacional de Múnich             | DAM (vía Atenas y Roma)           | Sud Aviation Caravelle                    | 1 semanal   |                                                                             |
| Arabia Saudita         | Dhahran     | Aeropuerto Internacional Rey Fahd              | DAM                               | Sud Aviation Caravelle                    | 2 semanales |                                                                             |
| Arabia Saudita         | Yeda        | Aeropuerto Internacional Rey Abdulaziz         | DAM                               | Sud Aviation Caravelle                    | 1 semanal   |                                                                             |
| Baréin                 | Manama      | Aeropuerto Internacional de Baréin             | DAM                               | Douglas DC-6                              | 1 semanal   |                                                                             |
| Catar                  | Doha        | Aeropuerto Internacional Hamad                 | DAM                               | Douglas DC-6 y Sud Aviation Caravelle     | 2 semanales |                                                                             |
| Chipre                 | Nicosia     | Aeropuerto de Nicosia                          | DAM                               | Douglas DC-4                              | 1 semanal   |                                                                             |
| Chipre                 | Nicosia     | Aeropuerto de Nicosia                          | DAM                               | Sud Aviation Caravelle                    | 1 semanal   |                                                                             |
| Emiratos Árabes Unidos | Sharjah     | Aeropuerto Internacional de Sharjah            | DAM (vía Dhahran)                 | Sud Aviation Caravelle                    | 1 semanal   |                                                                             |
| Emiratos Árabes Unidos | Sharjah     | Aeropuerto Internacional de Sharjah            | DAM (vía Doha)                    | Douglas DC-6                              | 1 semanal   |                                                                             |
| Francia                | París       | Aeropuerto de París-Le Bourget                 | DAM (vía Atenas y Múnich)         | Sud Aviation Caravelle                    | 1 semanal   |                                                                             |
| Francia                | París       | Aeropuerto de París-Le Bourget                 | DAM (vía Nicosia y Roma)          | Sud Aviation Caravelle                    | 1 semanal   |                                                                             |
| Grecia                 | Atenas      | Aeropuerto Internacional Eleftherios Venizelos | DAM                               | Sud Aviation Caravelle                    | 1 semanal   |                                                                             |
| India                  | Delhi       | Aeropuerto Internacional Indira Gandhi         | DAM (vía Doha, Sharjah y Karachi) | Sud Aviation Caravelle                    | 1 semanal   |                                                                             |
| Irak                   | Bagdad      | Aeropuerto Internacional de Bagdad             | DAM                               | Douglas DC-6 y Sud Aviation Caravelle     | 2 semanales |                                                                             |
| Irán                   | Teherán     | Aeropuerto Internacional de Mehrabad           | DAM (vía Bagdad)                  | Douglas DC-6 y Sud Aviation Caravelle     | 2 semanales |                                                                             |
| Israel                 | Jerusalén   | Aeropuerto Internacional de Jerusalén          | DAM                               | Douglas DC-3 y Douglas DC-4               | 1 semanal   |                                                                             |
| Italia                 | Roma        | Aeropuerto de Roma-Fiumicino                   | DAM (vía Atenas)                  | Sud Aviation Caravelle                    | 1 semanal   |                                                                             |
| Italia                 | Roma        | Aeropuerto de Roma-Fiumicino                   | DAM (vía Nicosia)                 | Sud Aviation Caravelle                    | 1 semanal   |                                                                             |
| Kuwait                 | Kuwait      | Aeropuerto Internacional de Kuwait             | DAM                               | Douglas DC-6 y Sud Aviation Caravelle     | 3 semanales |                                                                             |
| Líbano                 | Beirut      | Aeropuerto Internacional Rafic Hariri          | DAM (vía Alepo)                   | Douglas DC-3                              | 2 semanales | En alianza con Middle East Airlines, que empleaba Viscounts para sus vuelos |
| Líbano                 | Beirut      | Aeropuerto Internacional Rafic Hariri          | DAM                               | Douglas DC-4                              | 2 diarias   | En alianza con Middle East Airlines, que empleaba Viscounts para sus vuelos |
| Luxemburgo             | Luxemburgo  | Aeropuerto de Luxemburgo Findel                | DAM (vía Alepo y Estambul)        | Douglas DC-6                              | 1 semanal   |                                                                             |
| Luxemburgo             | Luxemburgo  | Aeropuerto de Luxemburgo Findel                | DAM (vía Estambul y Praga)        | Douglas DC-6                              | 1 semanal   |                                                                             |
| Pakistán               | Karachi     | Aeropuerto Internacional Jinnah                | DAM (vía Doha y Sharjah)          | Sud Aviation Caravelle                    | 1 semanal   |                                                                             |
| Pakistán               | Karachi     | Aeropuerto Internacional Jinnah                | DAM (vía Dhahran y Sharjah)       | Sud Aviation Caravelle                    | 1 semanal   |                                                                             |
| Reino Unido            | Londres     | Aeropuerto de Londres-Heathrow                 | DAM (vía Atenas, Roma y Múnich)   | Sud Aviation Caravelle                    | 1 semanal   |                                                                             |
| Reino Unido            | Londres     | Aeropuerto de Londres-Heathrow                 | DAM (vía Atenas, Múnich y París)  | Sud Aviation Caravelle                    | 1 semanal   |                                                                             |
| Reino Unido            | Londres     | Aeropuerto de Londres-Heathrow                 | DAM (vía Nicosia, Roma y París)   | Sud Aviation Caravelle                    | 1 semanal   |                                                                             |
| República Checa        | Praga       | Aeropuerto de Praga                            | DAM (vía Estambul)                | Douglas DC-6                              | 1 semanal   |                                                                             |
| Siria                  | Alepo       | Aeropuerto Internacional de Alepo              | DAM                               | Douglas DC-3, Douglas DC-4 y Douglas DC-6 | 7 semanales |                                                                             |
| Siria                  | Alepo       | Aeropuerto Internacional de Alepo              | DAM (vía Deir ez-Zor)             | Douglas DC-3                              | 2 semanales |                                                                             |
| Siria                  | Damasco     | Aeropuerto Internacional de Damasco            | HUB                               |                                           |             |                                                                             |
| Siria                  | Deir ez-Zor | Aeropuerto de Deir ez-Zor                      | DAM                               | Douglas DC-3                              | 3 semanales |                                                                             |
| Siria                  | Deir ez-Zor | Aeropuerto de Deir ez-Zor                      | DAM (vía Palmira)                 | Douglas DC-4                              | 3 semanales |                                                                             |
| Siria                  | Latakia     | Aeropuerto Internacional Basel al-Ásad         | DAM                               | Douglas DC-3                              | 5 semanales |                                                                             |
| Siria                  | Palmira     | Aeropuerto de Palmira                          | DAM                               | Douglas DC-4                              | 3 semanales |                                                                             |
| Siria                  | Qamishli    | Aeropuerto de Qamishli                         | DAM (vía Alepo)                   | Douglas DC-3 y Douglas DC-4               | 6 semanales |                                                                             |
| Turquía                | Estambul    | Aeropuerto Internacional Atatürk               | DAM                               | Douglas DC-6                              | 1 semanal   |                                                                             |
| Turquía                | Estambul    | Aeropuerto Internacional Atatürk               | DAM (vía Alepo)                   | Douglas DC-6                              | 1 semanal   |                                                                             |

En 1967, Syrian Air se unió a la IATA, por lo que se le otorgó el número de serie 70. Los DC-3 y DC-4 fueron retirados gradualmente de la flota, mientras que los DC-6 fueron utilizados para vuelos nacionales y algunos vuelos regionales de corta distancia.
La guerra de los Seis Días interrumpió las operaciones de Syrian Air durante varias semanas en 1967 y la aerolínea tuvo que suspender sus vuelos a Jerusalén. Más allá de estas consecuencias inmediatas para la aerolínea, la derrota militar de Siria en 1967 dejó a todo el país en estado de shock y tuvo un impacto decisivo en la evolución de su sistema político en los años siguientes. Sin embargo, las operaciones de Syrian Air se restauraron gradualmente y se recuperó un nivel normal de operaciones en 1968. La flota estaba compuesta entonces por dos Caravelle y tres DC-6.

### Syrian Airdespega (1970-1980)
A principios de los años setenta, S.A.A.L continuó su desarrollo constante introduciendo vuelos a Moscú en 1970 y comprando otros dos Caravelle a Sterling Airways en junio de 1971.
Se aumentaron las frecuencias y se reanudaron los vuelos a Yeda el mismo año, mientras que se lanzaron nuevos vuelos a Abu Dabi, Bengasi y Budapest. Los vuelos se interrumpieron durante varias semanas durante la guerra de Yom Kipur de 1973.
Se construyó un nuevo aeropuerto, el Aeropuerto Internacional de Damasco, a 25 km al sureste de la capital y se abrió al tráfico en 1973 para convertirse en el centro moderno de Syrian Air, reemplazando la antigua estructura de Mezzeh heredada del mandato francés.
Sin embargo, tras décadas de política volátil y golpes de estado, en Siria se vislumbraba un clima de confianza, pragmatismo y estabilidad política. Se lanzaron ambiciosos programas de desarrollo en todo el país. Syrian Arab Airlines estaba entre las prioridades del gobierno cuando se lanzó un nuevo programa de modernización y expansión. En 1973 se introdujo un nuevo diseño de Syrian Arab Airlines, que incluía el nuevo logotipo de la aerolínea, un pájaro mítico que se elevaba sobre un disco azul mediterráneo.
Los vínculos económicos y políticos más estrechos con los países del Pacto de Varsovia llevaron a la progresiva construcción de una red integral en Europa del Este, con la incorporación de Bucarest-Otopeni, Praga-Ruzyně y Berlín-Schönefeld. En 1974 se añadieron más vuelos al norte de África con la introducción de Trípoli, Túnez, Argel y Casablanca. Saná también se agregó a la red en 1974.
Paralelamente, Syrian Arab Airlines administraba un número cada vez mayor de aviones de fabricación soviética para el gobierno sirio y la Fuerza Aérea Siria. Esa flota se amplió gradualmente para incluir dos Antonov An-24, seis Antonov An-26, seis Yakovlev Yak-40 y cuatro cargueros Ilyushin Il-76 (2 Il-76T, 2 Il76M), además de dos Dassault Falcon 20 y un Dassault Falcon 900 de fabricación francesa.
La aerolínea no utilizó estos aviones para servicios regulares, a excepción de algunos Yak-40 que reemplazaron a los Douglas DC-6 y los Caravelle en rutas nacionales a principios de los años ochenta. En 1974, se alquilaron dos Boeing 707 a British Airtours para complementar la flota de Caravelle. Ese año, la aerolínea transportó 279.866 pasajeros.
En 1975, Syrian Arab Airlines lanzó un programa de renovación de flota cuando ordenó tres Boeing 727-200 nuevos y dos Boeing 747SP. A la espera de la entrega de sus nuevos aviones, la aerolínea alquiló Boeing 707 para mejorar su oferta de servicios. En total, se alquilaron dos Boeing 707-420 y seis Boeing 707-320 (respectivamente a British Airtours y British Midland Airways) en varias ocasiones entre 1974 y 1976 y se utilizaron para reforzar frecuencias y añadir nuevos destinos a la red.
El estilo de SyrianAir se adoptó oficialmente el 11 de noviembre de 1975, en previsión de la entrega de la nueva flota de Boeing y para generar una imagen más moderna e internacional. Sin embargo, el nombre oficial y legal de SyrianAir siguió siendo Syrian Arab Airlines.
Los Boeing 727 complementaron a los Caravelle en toda la red, mientras que los Boeing 747SP se utilizaron en rutas internacionales de alta demanda (Múnich, París, Londres, la región del Golfo Pérsico, Karachi y Delhi). La demanda de estas rutas fue especialmente alta en 1976, especialmente tras los repetidos cierres del Aeropuerto Internacional de Beirut y el creciente número de pasajeros que utilizaban el Aeropuerto Internacional de Damasco para viajar hacia y desde el vecino Líbano, asolado por la guerra. La aerolínea transportó un récord de 480.000 pasajeros en 1976.
Los dos 747SP fueron pedidos en 1976 para operar servicios transatlánticos a la ciudad de Nueva York. SyrianAir y Royal Jordanian Airlines iban a unir fuerzas para lanzar la primera ruta transatlántica jamás operada por una aerolínea árabe de Oriente Medio. El acuerdo de vuelo conjunto nunca se materializó realmente, y Royal Jordanian lanzó de forma independiente sus propios vuelos Amán-Nueva York en 1977. SyrianAir comenzó sus operaciones con el Boeing 747SP el 1 de junio de 1976, utilizando el jumbo jet en la ruta Damasco-Múnich-Londres.
Durante los años setenta, SyrianAir logró adquirir una flota moderna, renovar su imagen y operar una red de pasajeros rentable en tres continentes, satisfaciendo en gran medida las necesidades del mercado sirio. Sus tarifas eran accesibles y atraían a viajeros de bajo presupuesto que volaban entre Europa y el sur de Asia. El clima de estabilidad y prosperidad económica en Siria tuvo una influencia determinante en los resultados positivos de la aerolínea. Los años ochenta trajeron nuevos desafíos tanto para Siria como para su aerolínea.

### Fortuna dispar, aerolínea de flota mixta (1980-1993)
SyrianAir dio la bienvenida a los años ochenta con una flota activa de tres Boeing 727-200, dos Boeing 747SP y dos Sud Aviation Caravelle envejecidos. En 1980, SyrianAir vendió los Caravelle mientras se hacían planes para la adquisición de aviones más nuevos. En 1981, la aerolínea transportó 510.000 pasajeros, pero estas cifras se redujeron a 462.000 en 1982 tras los disturbios provocados por la Guerra del Líbano de 1982. Los Yakovlev Yak-40 dedicados a rutas internas volaron principalmente en nombre de la Fuerza Aérea Siria.
Si bien había una necesidad obvia de renovar la flota y aumentar la capacidad de la aerolínea, las tensiones crecientes entre Siria y Occidente obstaculizaron los planes de modernización de la aerolínea. Hubo una creciente ruptura entre la administración estadounidense en particular y Siria; ambas partes se encontraron a menudo en desacuerdo con respecto a una variedad de cuestiones regionales, desde la revolución iraní, la causa palestina, hasta Guerra del Líbano de 1982 y la guerra entre Irán e Irak.
Estas tensiones finalmente resultaron en sanciones económicas votadas por el Congreso de los EE. UU., que acusó a Siria de albergar y acoger movimientos de oposición ilegales. Las sanciones, que entraron en vigor a principios de los años ochenta, además de perjudicar a la economía siria en general, impidieron a SyrianAir comprar nuevos equipos occidentales. Este clima de difícil situación económica también dio lugar a un servicio a bordo relativamente austero y a la persistencia de tediosas rutas de varios tramos, mientras que las aerolíneas competidoras ofrecían vuelos frecuentes sin escalas.
SyrianAir tuvo que recurrir finalmente a aviones de fabricación soviética para ampliar su flota. Los Tupolev Tu-134 se introdujeron en 1983. En total, SyrianAir compró seis Tu-134, incluidos dos dedicados a misiones gubernamentales. Los Tu-134 se utilizaron junto con los Caravelle en vuelos regionales y de media distancia de bajo rendimiento y algunas rutas nacionales, mientras que la mayoría de los vuelos nacionales continuaron operándose utilizando los Yakovlev Yak-40. Entre 1984 y 1986, SyrianAir adquirió tres Tupolev Tu-154, que dieron un impulso muy necesario a las operaciones de Boeing 727-200 en Europa y la región del Golfo Pérsico. El mismo verano difícil de 1985, se reiniciaron los vuelos a Beirut utilizando los Caravelle.
En 1986, SyrianAir tuvo que suspender los vuelos a uno de sus destinos más antiguos y más importantes, Londres, debido a una crisis diplomática entre el Reino Unido y Siria tras el asunto Hindawi. El número de pasajeros transportados por SyrianAir se redujo a 353.355 en 1988, el más bajo desde mediados de los años setenta, lo que obligó a la aerolínea a emprender más reformas. En 1989, la plantilla se redujo en un 1,5%, hasta 3.526 personas, y el número de pasajeros transportados ese año aumentó a 509.659. En 1990, la plantilla aumentó a 3.615 personas y el número de pasajeros aumentó a 655.644, un récord a pesar de la guerra del Golfo, y la aerolínea pudo terminar el año sin pérdidas.
Aunque las sanciones y la dura situación económica la mantuvieron muy por detrás de sus competidores, y aunque la desaparición de la Unión Soviética puso en duda el futuro de su flota de Tupolev, la suerte de SyrianAir cambió tras la guerra del Golfo en 1990. Cuando Siria apoyó a la coalición liderada por Estados Unidos contra la invasión iraquí de Kuwait, recuperó parte de su simpatía perdida en los corazones occidentales. Los vuelos a Londres se reanudaron en 1991 y el número de pasajeros siguió aumentando hasta alcanzar los 700.819. Las sanciones estadounidenses de larga data se suavizaron en 1993, lo que permitió la adquisición de equipo occidental moderno.

### Renovación y modernización (1994-presente)
En 1994, Kuwait, en agradecimiento por su apoyo, donó a Siria tres Boeing 727-200 que permitieron a SyrianAir finalmente descontinuar los dos Caravelle en diciembre del año siguiente. En 1995, la aerolínea informó un récord de 71 millones de dólares en ganancias operativas. Las operaciones de Tupolev se redujeron gradualmente, mientras que se lanzaron nuevos destinos (Madrid y Estocolmo).En 1997, la aerolínea tomó medidas drásticas para reducir su fuerza laboral a 2.331, ya que las ganancias operativas habían disminuido a 44 millones de dólares durante el año anterior.
En 1998, el Tupolev Tu-134 quedó restringido a los sectores de Budapest, Beirut, Kuwait, Deir ez-Zor y Qamishli, mientras que los Tu-154 seguían volando a Bucarest, Moscú, Estambul, El Cairo y Alepo. En octubre de 1998, SyrianAir recibió su primer Airbus A320-200, YK-AKA, y se presentó una nueva decoración para la ocasión. En total, se entregaron seis Airbus A320 a SyrianAir, lo que permitió la retirada de los Tupolev del servicio regular en 2000. Los Tupolev Tu-134 (a excepción de los YK-AYE, YK-AYB y YK-AYF mantenidos para uso gubernamental), así como los Caravelle, fueron almacenados por la aerolínea en el Aeropuerto Internacional de Damasco. En 1999 se inauguraron los vuelos entre Alepo y Beirut (no se habían realizado vuelos de este tipo desde los años sesenta) y se reanudó el servicio a Libia tras la eliminación de las sanciones de la ONU contra ese país.
En 2000, SyrianAir operaba una flota de 14 aviones: seis Airbus A320, seis Boeing 727-200 y dos Boeing 747SP, mientras que seguía utilizando los Yakovlev Yak-40 de la Fuerza Aérea Siria para las rutas nacionales a Qamishli y Deir ez-Zor. Se inauguraron los vuelos a Viena, mientras que la reanudación de los vuelos a Amán y Bagdad durante ese año resultaría ser sólo temporal. Según el sitio web de la DGCA siria, la aerolínea transportó 764.000 pasajeros ese año. En 2003, la aerolínea registró un beneficio neto de 9 millones de dólares gracias a su flota más económica y transportó 907.850 pasajeros. Las rutas no rentables fueron descartadas o reducidas para operaciones estacionales. Así, los vuelos a Teherán, Baréin, Doha y Mascate se realizaron sólo durante la temporada de verano. Se buscaron nuevos mercados con la incorporación de Milán, Barcelona, Mánchester, Copenhague y Bengasi en 2004.
Con una plantilla de más de 4.000 empleados, SyrianAir, cuyos ingresos superaron los 171 millones de dólares en 2003, sigue teniendo exceso de personal. En 2004, y a pesar de una situación regional difícil y de las sanciones estadounidenses, la aerolínea mejoró su rendimiento, transportando 1,07 millones de pasajeros. Syrian Air transportó cerca de 1,4 millones de pasajeros en 2005, sin embargo, el número de pasajeros transportados disminuyó a menos de 740.000 pasajeros en 2009.
Se hicieron planes para la renovación de la flota con la posible adquisición de varios aviones Airbus nuevos para reemplazar los viejos Boeing 727-200 y 747SP. Estos planes se vieron obstaculizados por el reforzamiento del embargo liderado por Estados Unidos contra Siria tras el inicio del conflicto en Siria en 2011, y se estaba reconsiderando la renovación de la flota utilizando equipos rusos.
En 2012, Syrian Air había retirado todos sus viejos aviones Boeing 747SP, Boeing 727-200 y Tupolev, dejando a SyrianAir con solo 8 aviones en su flota: 2 ATR 72 y 6 Airbus A320-200. En 2017, la compañía adquirió dos Airbus A340-300 (YK-AZA, YK-AZB) a pesar de las sanciones.
El 9 de enero de 2020, el presidente sirio Bashar Al-Assad emitió un decreto legislativo para cambiar el nombre de Syrian Arab Airlines a Syrian Airlines. Se entregaron dos Airbus A320-200 más a través de Irán en julio y diciembre de 2022 (reg. YK-AKG, YK-AKH).

### Sanciones de la UE y EE. UU.
El 23 de julio de 2012, mientras continuaba la guerra civil siria, la Unión Europea impuso una nueva ola de sanciones a Siria, que incluían sanciones a SyrianAir. Las sanciones significaron que la aerolínea no podía realizar vuelos a la UE ni comprar ningún avión nuevo que contuviera partes europeas. Como resultado, Syrian Air se vio obligada a suspender todas sus operaciones en la UE. La compañía está considerando presentar una demanda contra los países de la Unión Europea, ya que Syrian Airlines "no violó ninguna ley ni puso en peligro la seguridad". Sin embargo, los ministros de la UE justificaron las sanciones a la aerolínea porque la compañía "brinda apoyo financiero y logístico al gobierno sirio".
El 10 de octubre de 2012, un vuelo de Syrian Air en el espacio aéreo turco fue flanqueado por dos aviones de combate y obligado a aterrizar en el país. Se creía que el avión transportaba un envío ruso al ejército sirio. El entonces ministro de Asuntos Exteriores de Turquía, Ahmet Davutoğlu, dijo que Turquía había "recibido información de que este avión transportaba una carga de una naturaleza que no podía cumplir con las reglas de la aviación civil". La agencia de noticias rusa Interfax citó a una fuente anónima de una agencia de exportación de armas rusa que afirmó que no había armas ni equipo militar a bordo del avión.

## Destinos actuales
Syrian Air vuela en la actualidad (octubre de 2024) a los siguientes destinos:
| Países                 | Destinos | Aeropuertos                                             |
| África                 | África   | África                                                  |
| ---------------------- | -------- | ------------------------------------------------------- |
| Argelia                | Argel    | Aeropuerto Internacional Houari Boumedienne             |
| Egipto                 | El Cairo | Aeropuerto Internacional de El Cairo                    |
| Libia                  | Misurata | Aeropuerto Internacional de Misurata                    |
| Sudán                  | Jartum   | Aeropuerto Internacional de Jartum                      |
| Asia                   |          |                                                         |
| Arabia Saudita         | Dammam   | Aeropuerto Internacional Rey Fahd (estacional)          |
| Arabia Saudita         | Medina   | Aeropuerto Príncipe Mohammad Bin Abdulaziz (estacional) |
| Arabia Saudita         | Riad     | Aeropuerto Internacional Rey Khalid                     |
| Arabia Saudita         | Yeda     | Aeropuerto Internacional Rey Abdulaziz                  |
| Baréin                 | Manama   | Aeropuerto Internacional de Baréin                      |
| Catar                  | Doha     | Aeropuerto Internacional Hamad                          |
| Emiratos Árabes Unidos | Abu Dabi | Aeropuerto Internacional Zayed                          |
| Emiratos Árabes Unidos | Dubái    | Aeropuerto Internacional de Dubái                       |
| Emiratos Árabes Unidos | Sharjah  | Aeropuerto Internacional de Sharjah                     |
| Irak                   | Bagdad   | Aeropuerto Internacional de Bagdad                      |
| Irak                   | Náyaf    | Aeropuerto Internacional de Nayaf                       |
| Irán                   | Teherán  | Aeropuerto Internacional Imán Jomeiní                   |
| Jordania               | Amán     | Aeropuerto Internacional Reina Alia                     |
| Kuwait                 | Kuwait   | Aeropuerto Internacional de Kuwait                      |
| Líbano                 | Beirut   | Aeropuerto Internacional Rafic Hariri                   |
| Siria                  | Alepo    | Aeropuerto Internacional de Alepo                       |
| Siria                  | Damasco  | Aeropuerto Internacional de Damasco (HUB)               |
| Siria                  | Qamishli | Aeropuerto de Qamishli                                  |
| Siria                  | Latakia  | Aeropuerto Internacional Basel al-Ásad                  |
| Europa                 |          |                                                         |
| Rusia                  | Moscú    | Aeropuerto Internacional de Moscú-Vnúkovo               |

## Flota

### Flota actual
La flota de Syrian Air está compuesta por las siguientes aeronaves en diciembre de 2024:
| Aeronaves       | Almacenados | Pedidos | Pasajeros                                              | Pasajeros                                              | Pasajeros                                              | Matrículas                                             | Antigüedad                                             |
| Aeronaves       | Almacenados | Pedidos | C                                                      | Y                                                      | Total                                                  | Matrículas                                             | Antigüedad                                             |
| --------------- | ----------- | ------- | ------------------------------------------------------ | ------------------------------------------------------ | ------------------------------------------------------ | ------------------------------------------------------ | ------------------------------------------------------ |
| Airbus A320-200 | 8           | —       | 7                                                      | 144                                                    | 151                                                    | YK-AKA                                                 | 26,3 años                                              |
| Airbus A320-200 | 8           | —       | 7                                                      | 144                                                    | 151                                                    | YK-AKB                                                 | 26,1 años                                              |
| Airbus A320-200 | 8           | —       | 7                                                      | 144                                                    | 151                                                    | YK-AKC                                                 | 25,6 años                                              |
| Airbus A320-200 | 8           | —       | 7                                                      | 144                                                    | 151                                                    | YK-AKD                                                 | 25,3 años                                              |
| Airbus A320-200 | 8           | —       | 7                                                      | 144                                                    | 151                                                    | YK-AKE                                                 | 25,3 años                                              |
| Airbus A320-200 | 8           | —       | 7                                                      | 144                                                    | 151                                                    | YK-AKF                                                 | 25,2 años                                              |
| Airbus A320-200 | 8           | —       | 7                                                      | 144                                                    | 151                                                    | YK-AKH                                                 | 23,9 años                                              |
| Airbus A320-200 | 8           | —       | 7                                                      | 144                                                    | 151                                                    | YK-AKG                                                 | 23,9 años                                              |
| Airbus A340-300 | 2           | —       | 32                                                     | 263                                                    | 295                                                    | YK-AZB                                                 | 25,4 años                                              |
| Airbus A340-300 | 2           | —       | 24                                                     | 267                                                    | 291                                                    | YK-AZA                                                 | 24 años                                                |
| ATR 72          | 2           | —       | —                                                      | 66                                                     | 66                                                     | YK-AVA                                                 | 16,1 años                                              |
| ATR 72          | 2           | —       | —                                                      | 66                                                     | 66                                                     | YK-AVB                                                 | 16 años                                                |
| Ilyushin Il-76  | 1           | —       | Carga                                                  | Carga                                                  | Carga                                                  | YK-ATA                                                 | 45 años                                                |
| Total           | 13          | —       | Edad media de la flota (diciembre de 2024): 25,2 años. | Edad media de la flota (diciembre de 2024): 25,2 años. | Edad media de la flota (diciembre de 2024): 25,2 años. | Edad media de la flota (diciembre de 2024): 25,2 años. | Edad media de la flota (diciembre de 2024): 25,2 años. |

### Flota histórica
| Aeronaves              | Total | Introducido | Retirado | Matrículas                                                                          |
| ---------------------- | ----- | ----------- | -------- | ----------------------------------------------------------------------------------- |
| Airbus A300            | 1     | 2016        | 2017     | EP-MNM                                                                              |
| Antonov An-24          | 2     | 1968        | ??       | YK-ANA y YK-ANB                                                                     |
| Antonov An-26          | 4     | 1981        | c. 2015  | YK-ANG, YK-AND, YK-ANE y YK-ANF                                                     |
| Boeing 707             | 7     | 1974        | 1976     | G-AYBJ, G-AYVG, G-BAEL, G-AYXR, G-APFB, G-APFL y G-AYVE                             |
| Boeing 727-200         | 6     | 1976        | c. 2010  | YK-AGA, YK-AGB, YK-AGC, YK-AGD, YK-AGE y YK-AGF                                     |
| Boeing 747SP           | 2     | 1976        | 2008     | YK-AHA y YK-AHB                                                                     |
| Douglas DC-3           | 4     | 1947        | 1967     | YK-AAG, SR-AAD (rrg. YK-AAD), YK-AAE y YK-ACB                                       |
| Douglas DC-4           | 3     | 1956        | 1964     | YK-AAQ, YK-AAP (rrg. YK-ADA) y YK-AAR                                               |
| Douglas DC-6           | 4     | 1961        | 1979     | YK-AED, YK-AEB, YK-AEA y YK-AEC                                                     |
| Douglas DC-8           | 1     | 1983        | 1983     | C-FTJX                                                                              |
| Ilyushin Il-76         | 3     | 1979        | c. 2010  | YK-ATB, YK-ATC y YK-ATD                                                             |
| Sud Aviation Caravelle | 4     | 1965        | 1996     | YK-AFC, YK-AFA, YK-AFD y YK-AFB                                                     |
| Túpolev Tu-134         | 6     | 1984        | c. 2018  | YK-AYC, YK-AYE, YK-AYF, YK-AYB, YK-AYA y YK-AYD                                     |
| Túpolev Tu-154         | 3     | 1985        | 2002     | YK-AIA, YK-AIB y YK-AIC                                                             |
| Yakovlev Yak-40        | 7     | 1976        | c. 2020  | YK-AQA, YK-AQB, YK-AQC, YK-AQD, YK-SQE, YK-AQE (rrg. YA-SQF) y YK-AQG (rrg. YK-SQG) |